# A Letter from Death Row (film)
A Letter from Death Row è un film thriller psicologico del 1998 diretto da Marvin Baker e Bret Michaels, cantante della band hard rock Poison. Bret Michaels ha anche scritto il film e vi ha recitato. Il film è stato distribuito da Sheen Michaels Entertainment, una società creata da Bret Michaels e dall'attore Charlie Sheen. Il film è stato prodotto da Shane Stanley ed è interpretato anche da Martin Sheen, Charlie Sheen e Kristi Gibson, che all'epoca era la fidanzata di Michaels.
Le scene della prigione sono state girate sul posto nella prigione statale del Tennessee, con i veri detenuti usati come comparse.

## Trama
L'assassino Michael Raine è nel braccio della morte. Lo spettatore non sa se è colpevole di aver ucciso la sua ragazza o è invece vittima di un complotto per incastrarlo per un crimine che non ha commesso. Mentre i fatti vengono narrati, Jessica Foster, un'assistente del governatore del Tennessee inizia a intervistare Raine mentre è nel braccio della morte, sostenendo che sta scrivendo un libro sui detenuti. In varie circostanze, Raine pensa di poter servirsi di lei per provare la sua innocenza. Foster è l'unica persona "fuori" che possa dare voce a Raine ma non si sa se in realtà non stia lavorando per coloro che lo hanno incastrato. Man mano che la data della sua esecuzione si avvicina, nel momento più disperato Raine trova i pezzi mancanti all'enigma per dimostrare la sua innocenza, ma forse è troppo tardi.

## Colonna sonora
Bret Michaels ha anche registrato e pubblicato la colonna sonora del film nello stesso anno. Max T. Barnes ha lavorato come ingegnere al progetto.